# 清塚信也のガチンコスターダストプラネット
『清塚信也のガチンコスターダストプラネット』（きよづかしんやのガチンコスターダストプラネット）は、CS放送フジテレビNEXTで月1回放送されているスターダストプラネットの次なるアイドルたちの歌唱力の育成を目的とする音楽番組（フジテレビNEXT smartでもインターネット配信あり）。『清塚信也のガチンコ3B junior』から装いをあらたに新装開店した番組である。2018年4月以降は『コアラモード.小幡康裕のガチンコスターダストプラネット』となる。

## 概要
フジテレビNEXT音組のきくちPがプロデュースする生演奏音楽番組であり、今井マサキ校長、清塚信也先生、小幡康裕（コアラモード.）先生がスターダストプラネットの次なるアイドルたちにガチンコな課題を課し、鍛えあげる番組である。

## 出演者

### 歌
- スターダストプラネットのアイドルたち
- ガチンコ3

### 演奏
- ピアノ：清塚信也（2017年10月26日～2018年3月15日）
- キーボード：小幡康裕（コアラモード.）（2018年4月9日～現在）

### MC
- 今井マサキ[3]
- 愛来[3]

## 放送リスト

### 清塚信也のガチンコスターダストプラネット

#### 2017年
- #21 2017年10月26日（木）18:30～清塚信也のガチンコスターダストプラネット新装開店[3]

| 愛来(8回目) 「夜の散歩をしないかね」 RCサクセション | 雨宮かのん(7回目) 「月に負け犬」 椎名林檎 | 鈴木萌花(7回目) 「Do What You Like（勝手にしなよ）」 佐野元春 | 栗本柚希(7回目) 「流星」 吉田拓郎 | 桜ひなの(初登場) いぎなり東北産 「Raining」 Cocco |
- #22 2017年11月15日（水）18:30～[3]

| 奥澤レイナ(12回目) 「GIRLS JUST WANT TO HAVE FUN」 CYNDILAUPER | 華山志歩(4回目) 「僕の贈り物」 オフコース | 播磨怜奈(3回目) 「福笑い」 高橋優 | 中村優(6回目) 「発熱」 あんべ光俊 | 小泉遥香(初登場) ときめき☆宣伝部 「ラブソングはとまらないよ」 いきものがかり | 愛来 MC |
- #23 2017年12月27日（水）18:30～[3]

| 愛来(9回目) 『いちご白書』をもう一度 バンバン     | 雨宮かのん(8回目) 「終わりなき疾走」 浜田省吾 | 鈴木萌花(8回目) 「アイ」 秦基博 | 栗本柚希(8回目) 「楓」 スピッツ | 川瀬あやめ(初登場) 桜エビ〜ず 「Your innocence」 hiro |
| 「明日も」作詞：鈴木萌花 作曲：眞野雅規を初披露。 |                                               |                                 |                                 |                                                       |
- 2017年12月31日（日）「ゆく桃くる桃」へのカウントダウンコンサート 第1部 ガチンコ3コンサート「ガチンコ4の4」、第2部 Co.a la FACTORY （場所：神奈川県・パシフィコ横浜大ホールロビー）[4]。

#### 2018年
- #24 2018年1月25日（木）18:30～[4]

| 公野舞華(4回目) 「シオン」 沢田聖子 | 澪風(4回目) 「大阪で生まれた女」 BORO | 奥澤レイナ(13回目) 「壊れかけのRadio」 徳永英明 | 中村優(7回目) 「君は悲しみの」 イルカ | 岡香鈴(初登場) ちゃうちゃうわっちゃーズ 「プラネタリウム」 大塚愛 | 愛来 MC |
- #25 2018年2月15日（木）18:30～[4]

| 華山志歩(5回目) 「卒業-GRADUATION-」 菊池桃子 | 森青葉(4回目) 「17才の詩」 NSP | 奥澤レイナ(14回目) 「他愛もない僕の唄だけど」 児雷也 | 塚本颯来(7回目) 「卒業」 尾崎豊 | 春乃きいな(初登場) ばってん少女隊 「花は桜 君は美し」 いきものがかり | 愛来 MC |
- 2018年2月15日（木）『坂崎幸之助のももいろフォーク村』第81夜 ももクロアンプラグド「ももクロと坂崎とダウンタウンももクロバンドの夕べ」再演（場所：江東区・Zepp DiverCity TOKYO）開演前 お台場フォークゲリラに栗もえか（栗本柚希、鈴木萌花）が出演。「TRUE COLORS」（栗もえか）、「サルの歌」（鈴木萌花×榊いずみ）、「失格」（栗本柚希×榊いずみ）、「You've Got a Friend」（栗もえか×榊いずみ×佐藤亙×ダウンタウンももクロバンド）を披露[4][5][6]。

- 2018年2月28日（水）『西川貴教の僕らの音楽』第9回（CS放送フジテレビNEXT）に栗もえか（栗本柚希、鈴木萌花）が出演。T.M.Revolution×水樹奈々の「Preserved Roses」をカバーし披露[4][7]。

- #26 2018年3月15日（木）18:30～[4]

| 雨宮かのん(9回目) 「卒業」 斉藤由貴 | 愛来(10回目) with今井マサキ 「THE SOUNDS OF SILENCE」 SIMON & GARFUNKEL | 栗本柚希(9回目) 「春～spring～」 Hysteric Blue | 鈴木萌花(9回目) 「手紙 〜拝啓 十五の君へ〜」 アンジェラ・アキ | 彩木咲良(初登場) たこやきレインボー 「ひまわりの約束」 秦基博 |
- 2018年3月27日（火）ガチンコ3コンサート「ガチンコ4の5」（場所：渋谷区・Mt.RAINIER HALL SHIBUYA PLEASURE PLEASURE）にガチンコ3（雨宮かのん、栗本柚希、鈴木萌花、愛来）、栗もえか（栗本柚希、鈴木萌花）が出演[4][8][9]。

### コアラモード．小幡康裕のガチンコスターダストプラネット

#### 2018年
- #27 2018年4月9日（月）18:00～ガチンコ3コンサート「ガチンコ4の5」感想戦[4]

| 栗本柚希 | 雨宮かのん | 愛来 | 鈴木萌花 | 小幡康裕 コアラモード. | 今井マサキ MC |
- #28 2018年4月9日（月）18:30～[4]

| 中村優(8回目) 「フライングゲット」 AKB48 | 雨宮かのん(10回目) 「青空」 THE BLUE HEARTS | 鈴木萌花(10回目) 「未来」 コアラモード. | 栗本柚希(10回目) 「愛を込めて花束を」 Superfly | 三田美吹(初登場) CROWN POP 「夏の花は向日葵だけじゃない」 欅坂46 | 愛来 MC |
- 2018年4月9日（月）「坂崎幸之助のももいろフォーク村」第83夜 「4月9日はフォークの日 」坂崎幸之助/宗本康兵/佐藤大剛 生誕男祭（CS放送フジテレビNEXT）に栗もえか（栗本柚希、鈴木萌花）が出演。川嶋あい×栗もえか「My sweet box」を披露[4][5]。

- #29 2018年5月30日（水）18:30～[4]

| コアラモード. 「花鳥風月」 コアラモード. | 公野舞華(5回目) 「ありがとう、そしてさよなら」 コアラモード. | 高井千帆(3回目) 「恋愛サーキュレーション」 千石撫子 | 小島はな(4回目) 「真っ赤な太陽」 美空ひばり | 愛来(11回目) 「愛を込めて花束を」 Superfly | 葉月結菜(初登場) いぎなり東北産 「瑠璃色の地球」 松田聖子 |
- 2018年5月31日（木）20:00～「コアラモード．と栗もえかへきくちから」（CS放送フジテレビNEXT）に栗もえか（栗本柚希、鈴木萌花）が出演[4][5]。

- #30 2018年6月7日（木）18:30～[4]

| 奥澤レイナ(15回目) 「三番目に大事なもの」 RCサクセション | 雨宮かのん(11回目) 「檸檬」 さだまさし | 鈴木萌花(11回目) 「海」 コアラモード. | 栗本柚希(11回目) 「まっすぐ」 私立恵比寿中学 | 伊藤千由李(初登場) チームしゃちほこ 「六月の子守唄」 ウイッシュ | 愛来 MC |
- #31 2018年7月12日（木）18:30～[4]

| 内山あみ(2回目) 「雨のち晴れのちスマイリー」 コアラモード. | 市川優月(3回目) 「ねこの森には帰れない」 谷山浩子 | 塚本颯来(8回目) 「雪の華」 中島美嘉 | 愛来(12回目) 「拝啓、ジョン・レノン」 真心ブラザーズ | 伊達花彩(初登場) いぎなり東北産 「バースデーソング」 絢香 |
- 2018年7月14日（土）GIRLS’ FACTORY NEXT DAY3（場所：東京都江東区・Zepp Tokyo）に雨宮かのん、 栗もえか（栗本柚希、鈴木萌花）が出演[4][8]。

- 2018年8月1日（水）1:00～「GIRLS’ FACTORY NEXTへきくちから」（CS放送フジテレビNEXT）に栗本柚希が出演[4][5]。

- #32 2018年8月30日（木）18:30～ GIRLS’ FACTORY NEXT DAY3特別篇 前篇[4]

| 加藤いづみ×ガチンコ☆ 「青春が勿体ない」 ガチンコ3 | 加藤いづみ×はちみつロケット 「好きになって、よかった」 加藤いづみ | 彩木咲良 「ファイト！」 中島みゆき | 彩木咲良×春名真依 「桜色ストライプ」 たこやきレインボー |
| 雨宮かのん 「君と夏空」 雨宮かのん | 雨宮かのん×佐藤亙 「I want to know」 雨宮かのん |
- #33 2018年9月13日（木）18:30～ GIRLS’ FACTORY NEXT DAY3特別篇 後篇[4]

| ギター馬之助 栗本柚希×彩木咲良×伊藤千由李 「失格」 榊いずみ | 栗もえか 「GIRL」 The Beatles | 栗もえか×videobrother 「貘の夢」 栗もえか | 栗もえか×videobrother 「弱い虫」 栗もえか |
| 伊藤千由李 「泣いてなんかいないよ」 伊藤千由李 | ALL 「マジ感謝」 チームしゃちほこ | 伊藤千由李×加藤いづみ×高橋研 「あの日、私の歌が生まれた」 加藤いづみ |
- #34 2018年10月25日（木）18:00～ 栗もえか総集編 前篇[4]

| コアラモード.×栗もえか 「弱い虫」 栗もえか | videobrother×栗もえか 「貘の夢」 栗もえか | videobrother×栗もえか 「ろうそく」 栗もえか | videobrother×栗もえか 「ドカドカうるさいR&Rバンド」 RCサクセション |
| ガチンコ3 「ガチンコ3のテーマ（栗入り）」 ガチンコ3 | 榊いずみ×栗もえか 「失格」 榊いずみ | 1966カルテット ×栗もえか 「Ya Ya (あの時代を忘れない)」 サザンオールスターズ |
| 1966カルテット ×栗もえか 「Sgt. Pepper’s Lonely Hearts Club Band」 The Beatles | 宇宙まお×栗もえか（愛来入り） 「恋の雪」 宇宙まお×栗もえか（愛来入り） |
- 2018年10月30日（火）18:00～「栗本柚希へきくちから」（CS放送フジテレビNEXT）に栗本柚希が出演[4][5]。

- 11月3日 - 3B junior「Cell Division～細胞分裂～」（場所：東京都目黒区・恵比寿ザ・ガーデンホール）にロッカジャポニカ、はちみつロケットを含む3B junior全員が出演。この日をもって3B juniorは解散となる[4][8]。

- #35 2018年11月8日（木）18:30～ 栗もえか総集編 後篇[4]

| 奥華子×栗もえか（愛来入り） 「乙女の夏」 奥華子 | コアラモード.×栗もえか （栗入り） 「繋ぐ未来に」 ガチンコ☆、ガチンコ3 | たんこぶちん×栗もえか 「泣いてもいいんだよ」 たんこぶちん |
| ビードローズ×栗もえか 「STAIRWAY TO HEAVEN（天国への階段）」 Led Zeppelin | VOJA-tension×栗本柚希 「シーソー」 栗本柚希 | 加藤いづみ×VOJA-tension×栗もえか 「扉の向こう」 ガチンコ3 |
- 2018年11月13日（火）ガチンコ3コンサート「ガチンコ4の6」栗もえかさよならコンサート（場所：東京都渋谷区・Mt.RAINIER HALL SHIBUYA PLEASURE PLEASURE）にガチンコ3（雨宮かのん、栗本柚希、鈴木萌花、愛来）、栗もえか（栗本柚希、鈴木萌花）が出演。この日をもって栗もえかは解散となる[4][8]。

以降は『コアラモード.小幡康裕のガチンコスターダストプラネット』を参照